# Jonathan Moore (Schauspieler, 1963)
Jonathan Moore (* 25. November 1963) ist ein britischer Schauspieler, Drehbuchautor, Librettist und Opernregisseur. Er verfasste diverse Theaterstücke, Opernlibretti sowie Drehbücher für Film und Fernsehen.

## Leben
Moore ist der Sohn von Richard und Nora Moore. Er besuchte St. Elphege’s und die Roundshaw School in Wallington. Später studierte er am Croydon Art College.
Sein Schauspieldebüt gab er 1972 als kleiner Junge im Horrorfilm Burke & Hare. Ab Anfang der 1980er Jahre trat Moore regelmäßig in britischen Fim- und Fernsehproduktionen auf. So war er unter anderem in Filmen wie Mein wunderbarer Waschsalon und Serien wie Jim Bergerac ermittelt, Roger Roger, The Bill und Inspector Barnaby zu sehen. Parallel entstanden eigene Theaterstücke und Drehbücher. In der Verfilmung seines Drehbuchs für den Fernsehfilm The Treatment übernahm er 1984 auch die Hauptrolle des Liam.
Gemeinsam mit Mark-Anthony Turnage verfasste Moore das Libretto zur auf Steven Berkoffs Drama Greek basierenden Oper, bei deren filmischer Umsetzung er 1990 gemeinsam mit Peter Maniura auch die Regie des Films übernahm. Moore schrieb auch das Libretto zum Opernfilm Horse Opera, bei dem er 1993 erstmals mit dem Police-Musiker Stewart Copeland zusammenarbeitete. Moore und Copeland adaptierten auch Edgar Allan Poes The Tell-Tale Heart für das Royal Opera House in Covent Garden. 2017 feierte ihre Oper The Invention of Morel seine Premiere in Chicago. Im September 2021 wurde Moores und Copelands Oper Electric Saint über den Physiker und Erfinder Nikola Tesla am Nationaltheater Weimar aufgeführt.
Daneben arbeitete Moore unter anderem für die Royal Shakespeare Company, die English National Opera, das National Theatre, Shakespeare’s Globe, das Royal Opera House, die Scottish Opera und zahlreiche weitere Opern- und Theaterhäuser.

## Filmografie
Schauspieler
- 1972: Burke & Hare
- 1973: The Dragon's Opponent (Fernsehserie, 1 Episode)
- 1982: Stalky & Co. (Miniserie, 1 Episode)
- 1984: The Treatment (Fernsehfilm)
- 1985: Bleak House (Miniserie, 8 Episoden)
- 1985: Mein wunderbarer Waschsalon (My Beautiful Laundrette)
- 1985: Jim Bergerac ermittelt (Bergerac, Fernsehserie, 1 Episode)
- 1986: Inside Story (Miniserie, 5 Episoden)
- 1988: Jack the Ripper – Das Ungeheuer von London (Jack the Ripper) (Fernsehfilm)
- 1990: Albert Campion (Fernsehserie, 2 Episoden)
- 1991: Lovejoy (Fernsehserie, 1 Episode)
- 1993: Horse Opera (Fernsehfilm)
- 1994: Pie in the Sky (Fernsehserie, 1 Episode)
- 1995: Cruel Train (Fernsehfilm)
- 1997: Dalziel und Pascoe – Mord in Yorkshire (Dalziel and Pascoe, Fernsehserie, 1 Episode)
- 1999–2003: Roger Roger (Fernsehserie, 10 Episoden)
- 2000: Brand Spanking New Show (Fernsehserie, 1 Episode)
- 2003: Foyle's War (Fernsehserie, 1 Episode)
- 2004: The Bill (Fernsehserie, 2 Episoden)
- 2007: Inspector Barnaby (Midsomer Murders, Fernsehserie, 1 Episode)
- 2008: City of Vice (Miniserie, 1 Episode)
- 2008: Criminal Justice (Fernsehserie, 1 Episode)
- 2008: Die Scharfschützen (Sharpe, Fernsehserie, 1 Episode)
- 2010: S.N.U.B!
- 2010: 2 Graves
- 2011: Golden Brown
- 2013: Holby City (Fernsehserie, 1 Episode)

Drehbuchautor
- 1983: Crown Court (Fernsehserie, 1 Episode)
- 1984: The Treatment (Fernsehfilm)
- 1993: Horse Opera (Fernsehfilm)

Regisseur
- 1990: Greek

## Bühne
Libretti
- 1990: Greek (mit Mark-Anthony Turnage, Adaption von Steven Berkoffs Drama Greek)
- 1993: Horse Opera (Oper von Stewart Copeland)
- 1995: Mottke der Dieb (Oper in zwei Akten, frei nach Motiven des Romans Mottke der Dieb von Shalom Ash, Musik von Bernd Franke, Oper Bonn)
- 1995: East and West (Musik: Ian McQueen, Almeida Theatre, London)[6]
- 2021: Electric Saint (Oper von Stewart Copeland, Nationaltheater Weimar)[4]